# 皮斯基 (戈羅霍夫區)

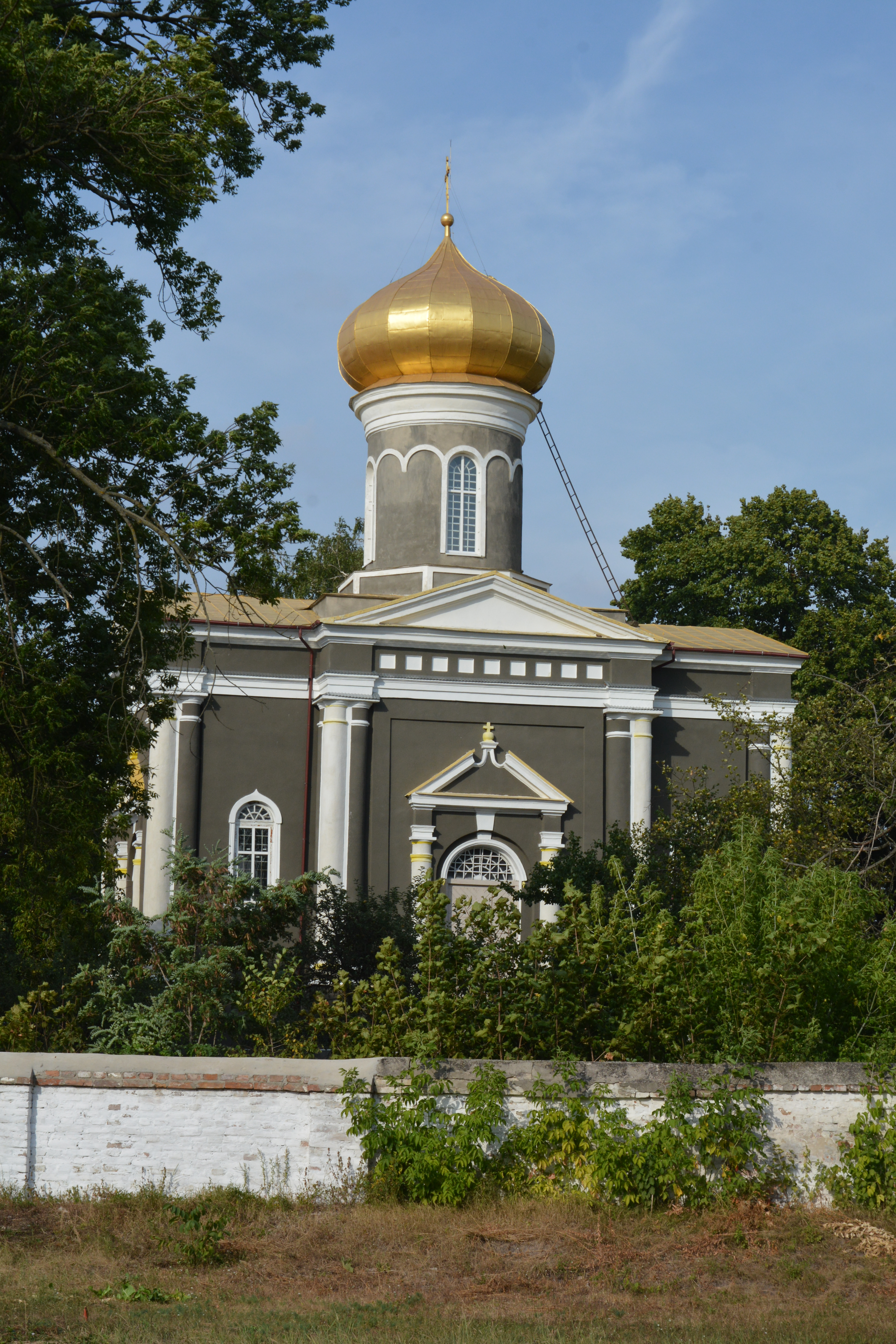

皮斯基（烏克蘭語：Піски），是烏克蘭的村落，位於該國西部沃倫州，由盧茨克區負責管轄，始建於1629年，面積17.21平方公里，2001年人口730，人口密度每平方公里42.43人。
50°21′0″N 25°7′34″E / 50.35000°N 25.12611°E